# セルビア王国のレガリア

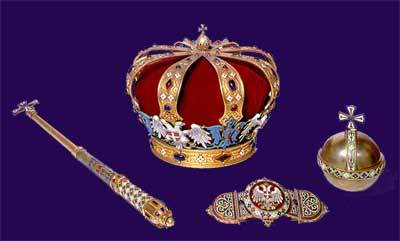
レガリアの一覧図

セルビア王国のレガリア（セルビアおうこくのレガリア、英語:Regalia of Serbia）とは、セルビア王国の国王の王権の象徴とされたレガリア。一般的な西欧のレガリアと同様に、冠、宝珠、マントなどで主に構成されている。

## 概要
セルビア王国は、ヨーロッパのほとんどの旧君主国家と同様に、かつてその支配者であった国王によって着用され、セルビア、のちにユーゴスラヴィア王国の王権を象徴したレガリアを所有していた。その中にはセルビア王国の紋章にも描かれていた王冠も存在し、1901年から王家・カラジョルジェヴィチ家によって用いられ、歴代のセルビア、ユーゴスラビア王が戴冠した。セルビア王国は異なる王室の王朝の数の周りに組織され、これら周辺王朝の多くは、宝石や他の宝物をセルビア王国レガリアの製作に投資し、それによりこのレガリアは作られた。
現在に残存する物の中で、かつてセルビア王国の国王やその王子が身に着け、権力の象徴とされていた4つの王室の王冠があり、そのうちの1つは今日、セルビア共和国内に保管されている。

## 内容
- 冠‐双頭の鷲の紋章が意匠された、他にはない独特の造り。
- 宝珠‐金装飾が施され、頂点には（ほかの物でもそうであったように）十字架があしらわれた。
- 王笏‐頂点には双頭の鷲の紋章が意匠された。
- 戴冠式用のマント

## ギャラリー

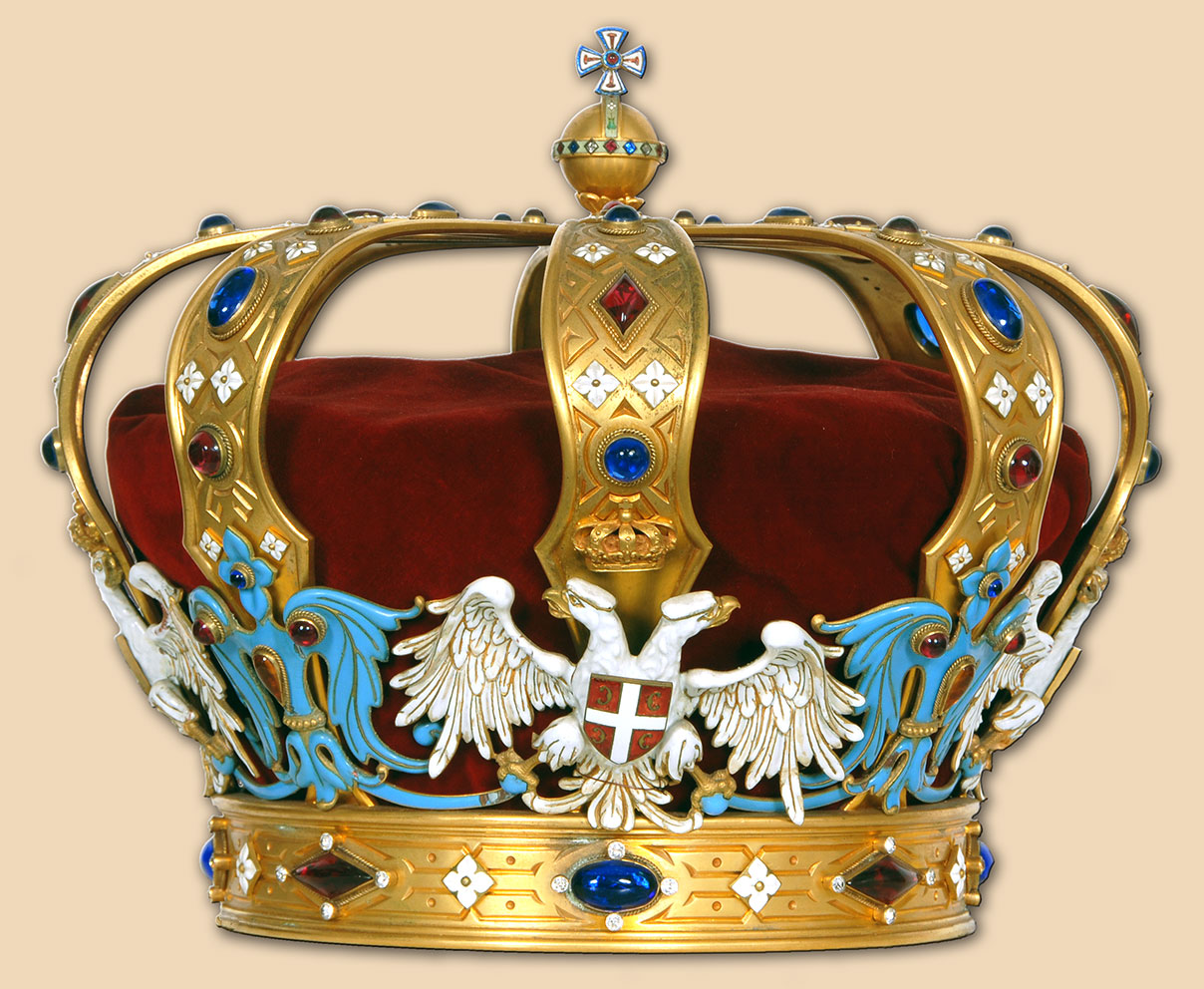
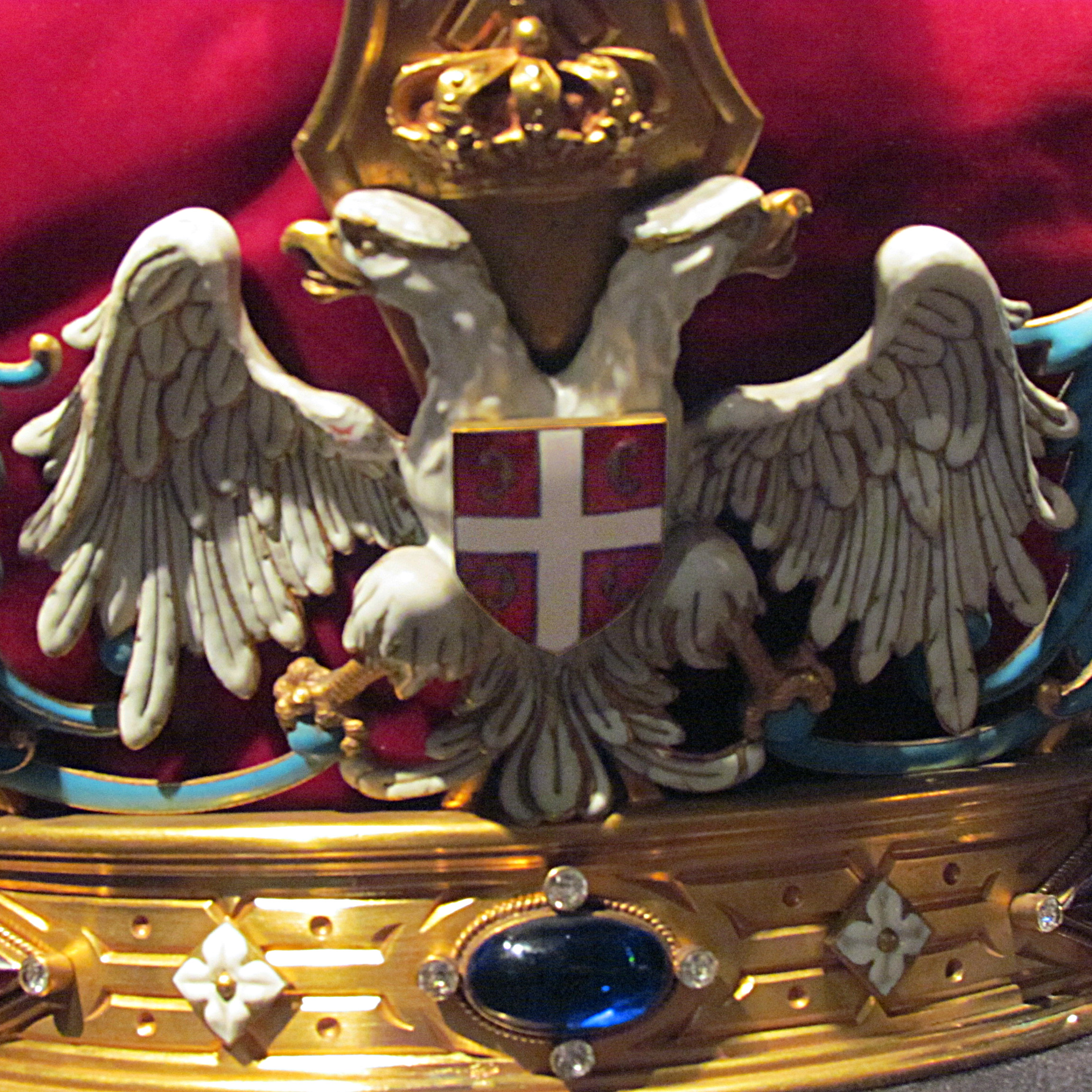
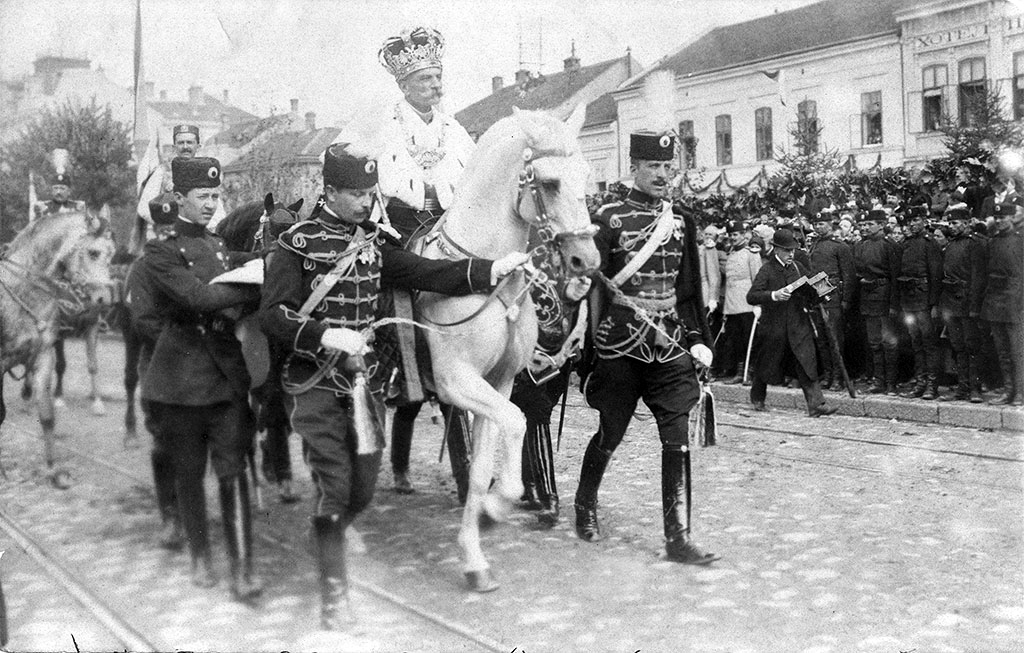
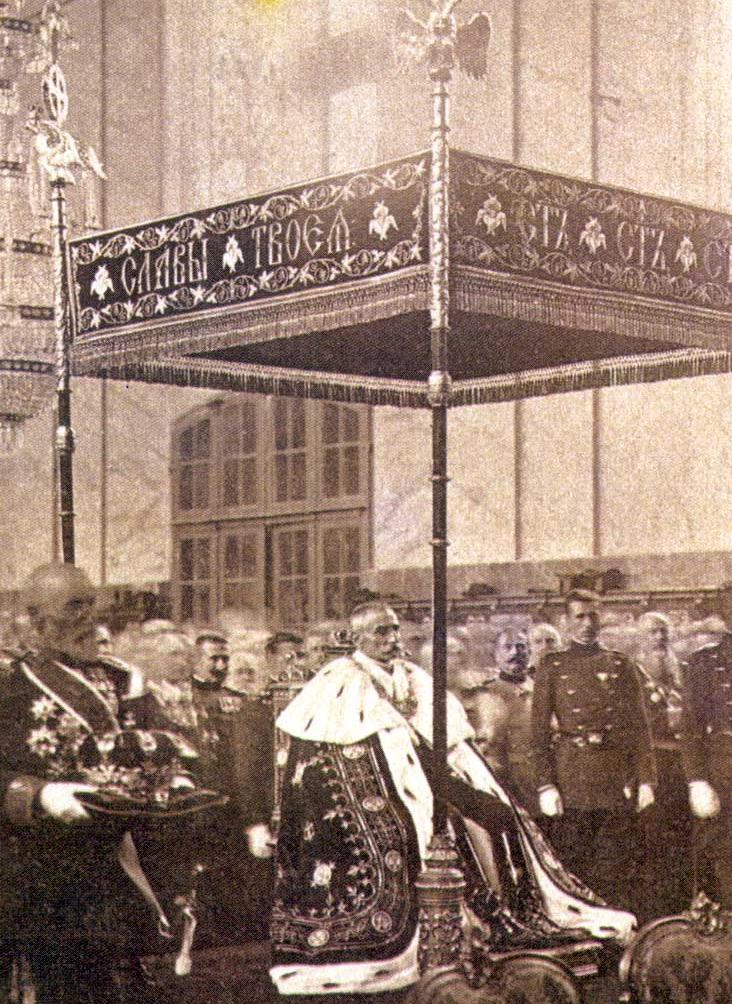